# Code Orange
Code Orange (раніше відомий як Code Orange Kids) — американський металкор-гурт, який утворився в Піттсбурзі, штат Пенсильванія, у 2008 році, коли учасники гурту ще навчалися у середній школі.
На цю мить гурт складається з вокаліста Джеймі Морґана, гітаристки та вокалістки Реби Мейерс, клавішника, гітариста, вокаліста та візуального художника Еріка «Шейда» Бальдероуза, басиста Джо Ґолдмана, гітариста Домініка Ландоліни та барабанщика Макса Портного (син Майка Портного). Їхній гастрольний склад також раніше включав барабанщика Ітана Янґа (з Thirty Nights of Violence) у період з березня 2020 року по жовтень 2021 року, а Портной після цього виступав гастрольним барабанщиком до свого вступу в гурт як офіційного учасника у 2023 році.
Початково гурт підписав контракт з Deathwish Inc. для своїх перших двох студійних альбомів: Love Is Love/Return to Dust, який вийшов у листопаді 2012 року під їх оригінальною назвою, і I Am King у вересні 2014 року. Їхній третій альбом Forever вийшов у січні 2017 року та четвертий альбом Underneath вийшов у березні 2020 року уже на Roadrunner Records. Останній альбом гурту The Above вийшов 29 вересня 2023 року. Code Orange також випустив три мініальбоми, один концертний альбом, тринадцять музичних кліпів, три концертних DVD та шість інших менших релізів (сплітів/синглів).
Гурт утворися як гардкор-панк група під оригінальною назвою Code Orange Kids і почав переходити до металкору після випуску свого дебютного повноформатного альбому Love Is Love/Return to Dust, перш ніж включити ширші впливи на їхні останні альбоми, такі як Forever і Underneath, оскільки вони почали включати елементи гранжу, ню-металу, електроніки та індастріалу.
У 2012 році Мейєрс, Морґан, Ґолдман і Ландоліна створили рок-гурт Adventures, але він проіснував тільки до 2016 року. Творчість гурту виходила поза межі Code Orange і включала такі жанри як альтернативний рок, інді-рок, емо та софт-ґрандж.

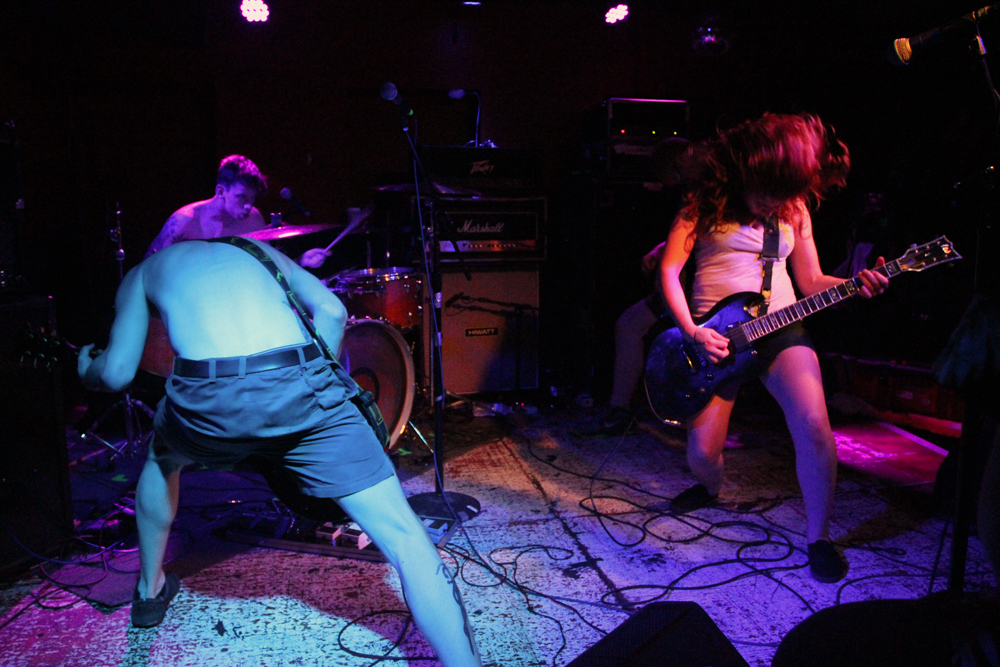
Code Orange під назвою Code Orange Kids у 2013 році

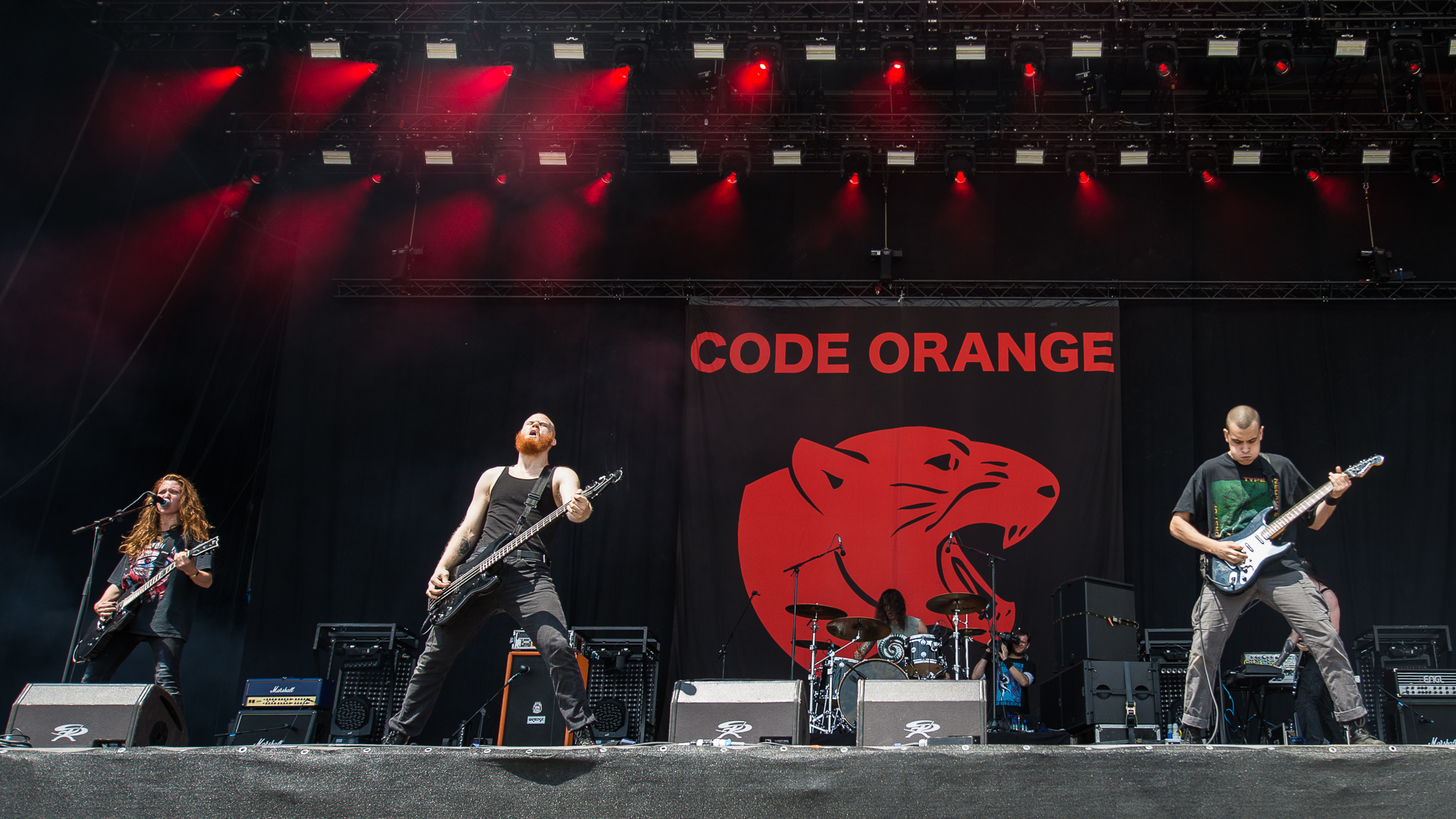
Code Orange на Rock im Park 2017

## Учасники

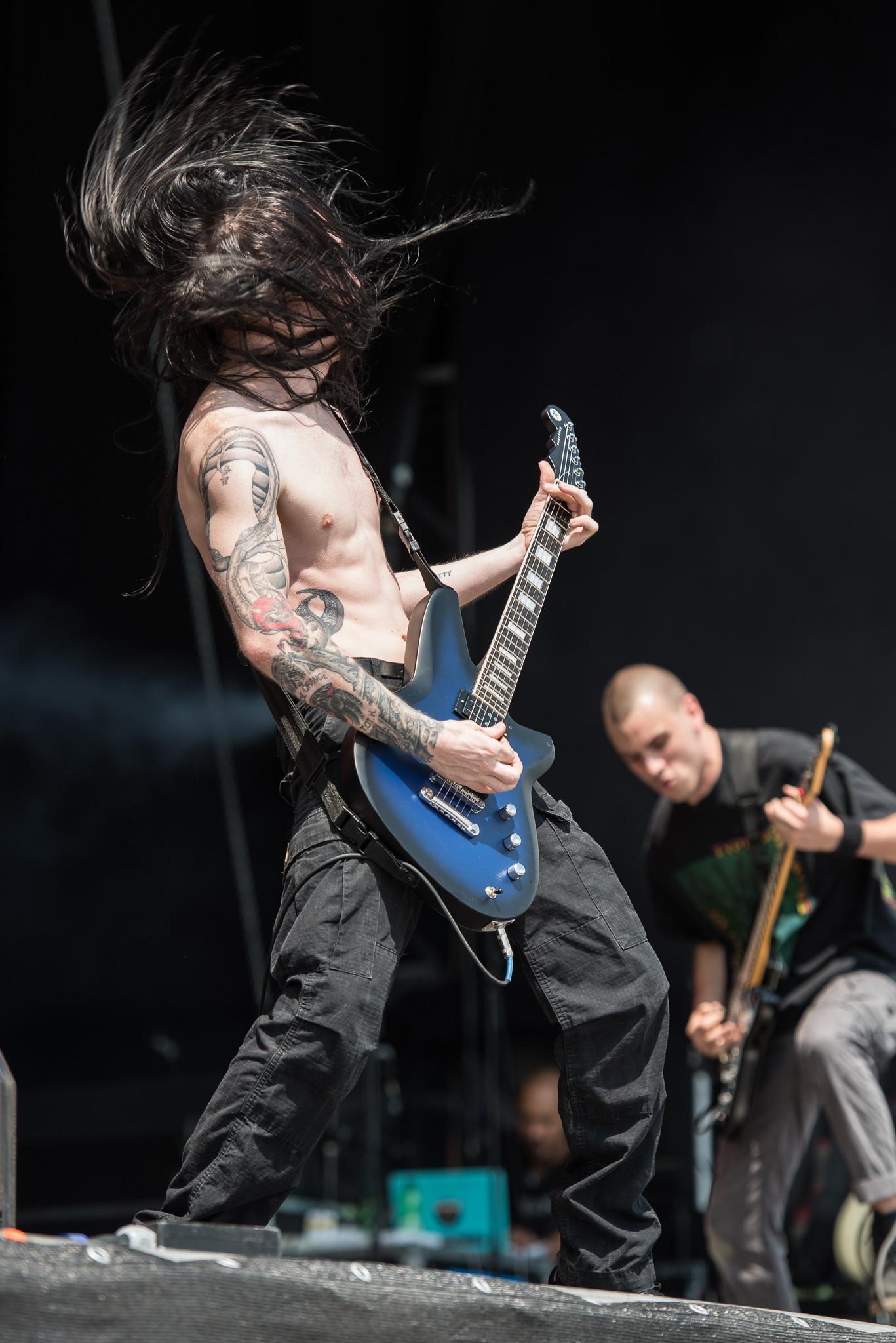
Ерік Балдероуз
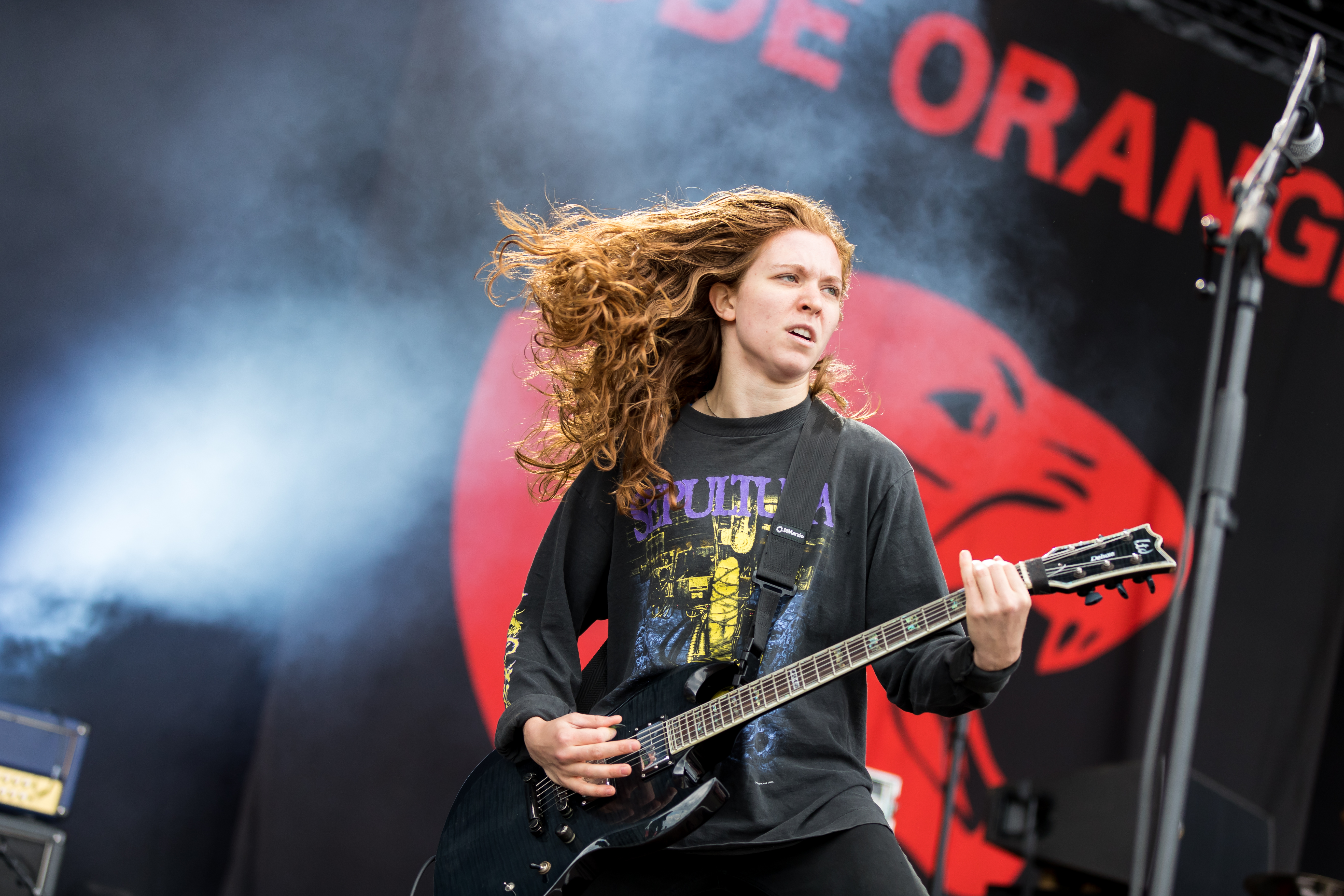
Реба Мейерс
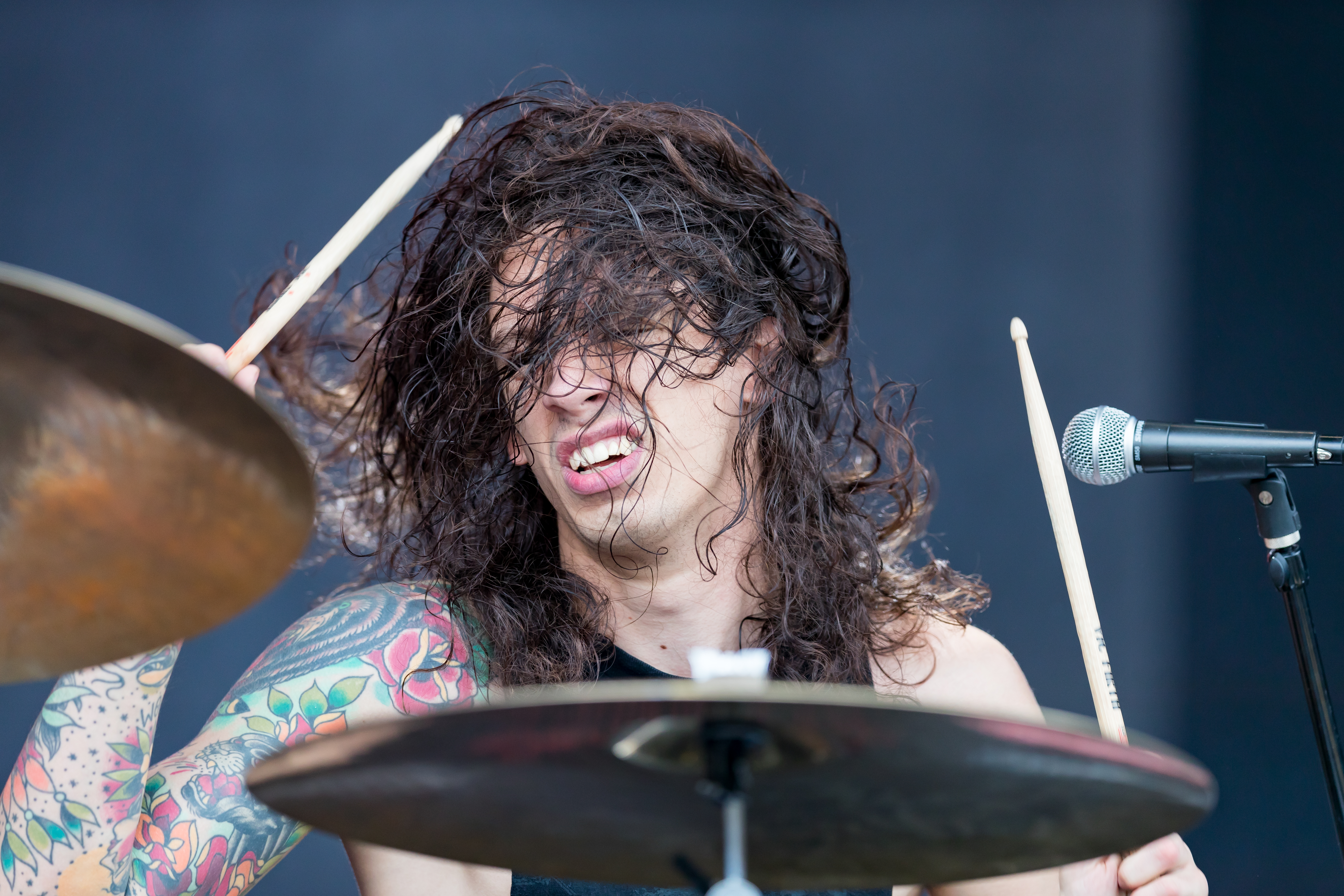
Джеймі Морґан
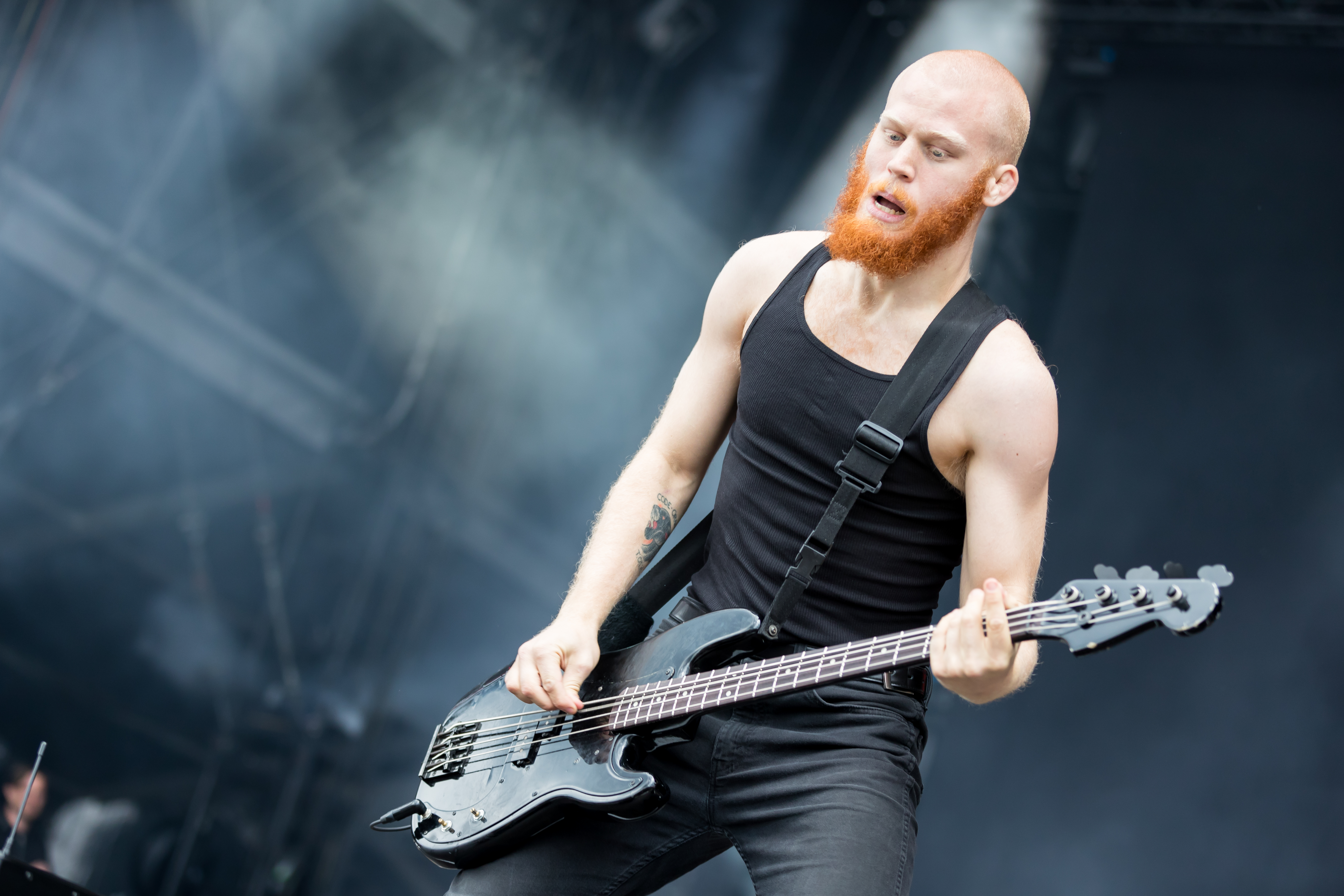
Джо Ґолдман
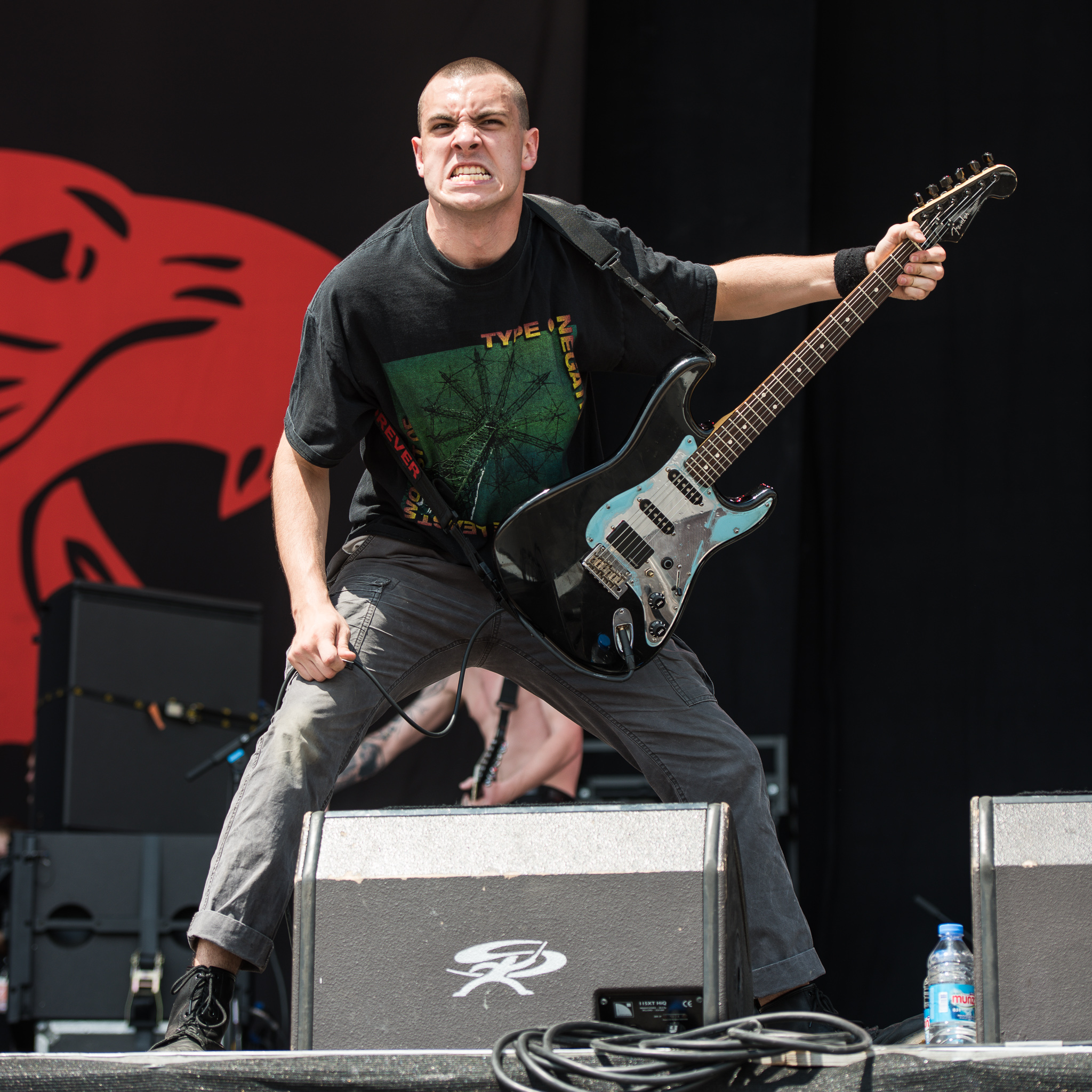
Домінік Ландоліна

| Теперішні учасники - Джеймі Морґан — вокал (2008–дотепер), бек-вокал (2016–present), ударні (2008—2023 в студії; 2008—2020 на концертах), іноді ґітара (2023–дотепер) - Ерік «Shade» Балдероуз — бек-вокал (2008–дотепер), клавішні, електрична перкусія (2016–дотепер), гітара (2008—2017, 2021–дотепер) - Реба Мейерс — бек-вокал (2008–дотепер), головний вокал (2016–дотепер), ґітара (2011–дотепер), бас-ґітара (2008—2011) - Джо Ґолдман — бас-гітара (2011–дотепер), бек-вокал (2011—2014) - Домінік Ландоліна — гітара (2017–дотепер) - Макс Портной — ударні (2023–дотепер; сесійний музикант 2021—2023) | Колишні учасники - Грег Керн — гітара (2008—2010) - Боб Різзо — гітара (2010—2011) Колишні концертні учасники - Ітан Ян — ударні (2020—2021) |

## Дискографія
Студійні альбоми
- Love Is Love/Return to Dust (as Code Orange Kids) (2012)
- I Am King (2014)
- Forever (2017)
- Underneath (2020)
- The Above (2023)